# Anglo-italienska ligacupen
Den Anglo-italienska ligacupen (engelska: Anglo-Italian League Cup, italienska: Coppa di Lega Italo-Inglese) var en kortlivad fotbollstävling mellan fotbollsklubbar i England och Italien.

## Historia
Deltagande lag var vinnarna av Ligacupen och Coppa Italia. Finalen spelades över två matcher så att de båda finallagen fick var sin hemmamatch. Den spelades bara tre år innan den lades ned 1971. 1975 gjordes ett nytt försök, den här gången mellan vinnarna av FA-cupen och Coppa Italia. Den här gången höll det bara två år innan den lades ned 1976. 

## Segrare och finalister
Alla finaler avgjordes i två matcher (en hemma och en borta), det sammanlagda resultatet angivet.
| År   | Vinnare           | Finalister      | Resultat |
| ---- | ----------------- | --------------- | -------- |
| 1969 | Swindon Town      | Roma            | 5-2      |
| 1970 | Bologna           | Manchester City | 3-2      |
| 1971 | Tottenham Hotspur | Torino          | 3-0      |
| 1975 | Fiorentina        | West Ham United | 2-0      |
| 1976 | Napoli            | Southampton     | 4-1      |